# Pelophylax tenggerensis
Pelophylax tenggerensis är en groddjursart som först beskrevs av Zhao, Macey och Theodore Papenfuss 1988.  Pelophylax tenggerensis ingår i släktet Pelophylax och familjen egentliga grodor. IUCN kategoriserar arten globalt som starkt hotad. Inga underarter finns listade i Catalogue of Life.